# Diane et Callisto (Bril)
Pour les articles homonymes, voir Diane et Callisto.
Diane et Callisto est un tableau peint à l'huile sur toile par l'artiste flamand Paul Bril au début des années 1620. Il fait partie des collections de la National Gallery de Londres depuis son legs par Sir Claude Phillips (en) en 1924.

## Sujet
Dans le Livre II des Métamorphoses, poème de l'écrivain romain Ovide, Callisto était une des suivantes de la déesse Diane. Malgré son vœu de chasteté, elle tombe enceinte après avoir été violée par Jupiter, dieu des dieux.
Un jour, alors qu'ils chassent, Diane et ses compagnons décident de se baigner dans un ruisseau. Callisto est forcée de se déshabiller, et sa grossesse est révélée. Diane l'expulse du groupe. Elle donne naissance à un fils, Arcas, et est transformée en ours par la jalouse épouse de Jupiter, Junon. Des années plus tard, son fils adulte parti à la chasse tombe sur sa mère, toujours sous la forme d'un ours. Ne sachant pas qui elle est, Arcas est sur le point de la tuer lorsque Jupiter les transforme en constellations, la Grande Ourse et la Petite Ourse.
Cette histoire était un sujet de prédilection pour certains mécènes et artistes des XVe, XVIe et XVIIe siècles, peut-être car il représentait une opportunité de peindre des sujets nus. Dans l'œuvre de Bril, les petites figures de staffage, réalisées de manière maladroite et à l'italienne, ne sont qu'une ornementation mineure du paysage, sujet pour lequel il est devenu célèbre à Rome.

## Description

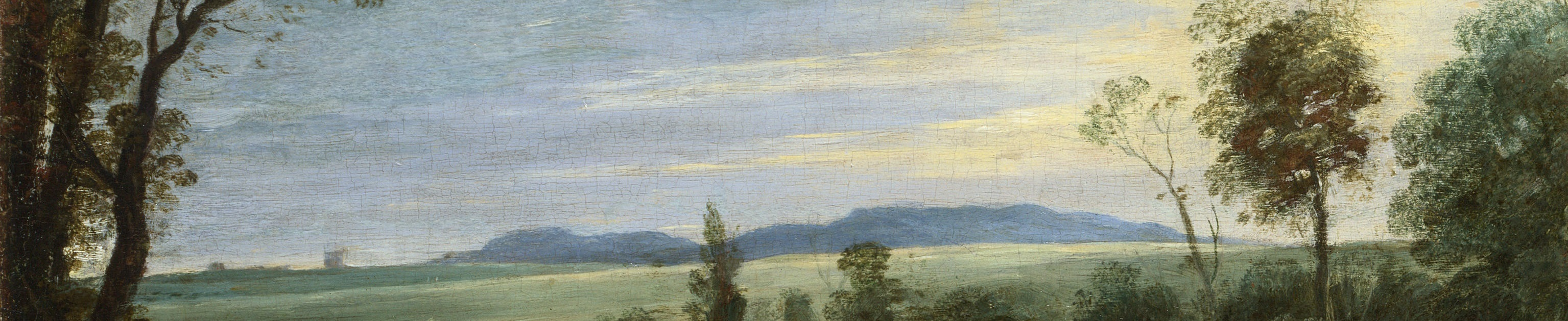
Détail du paysage

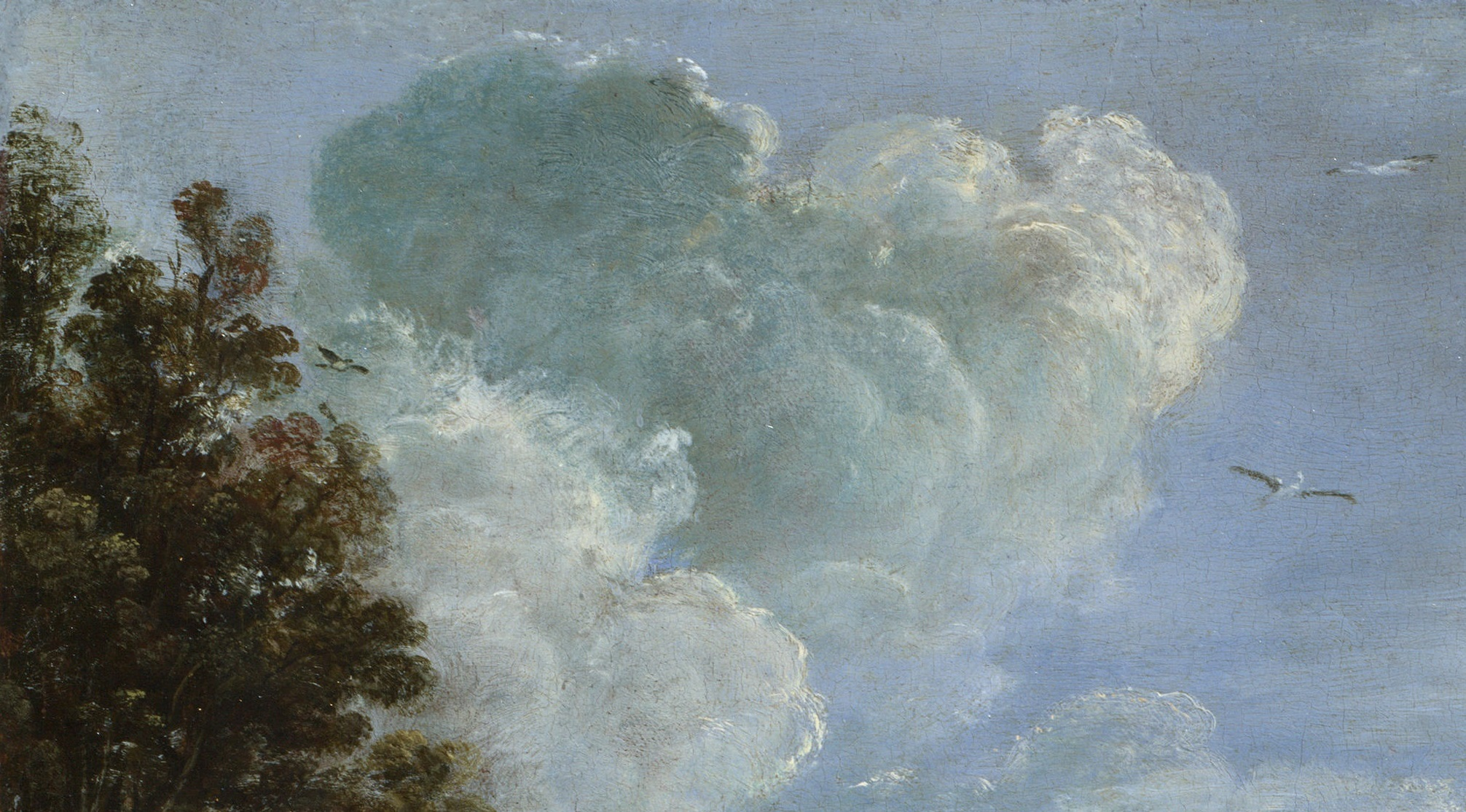
Nuages, détail

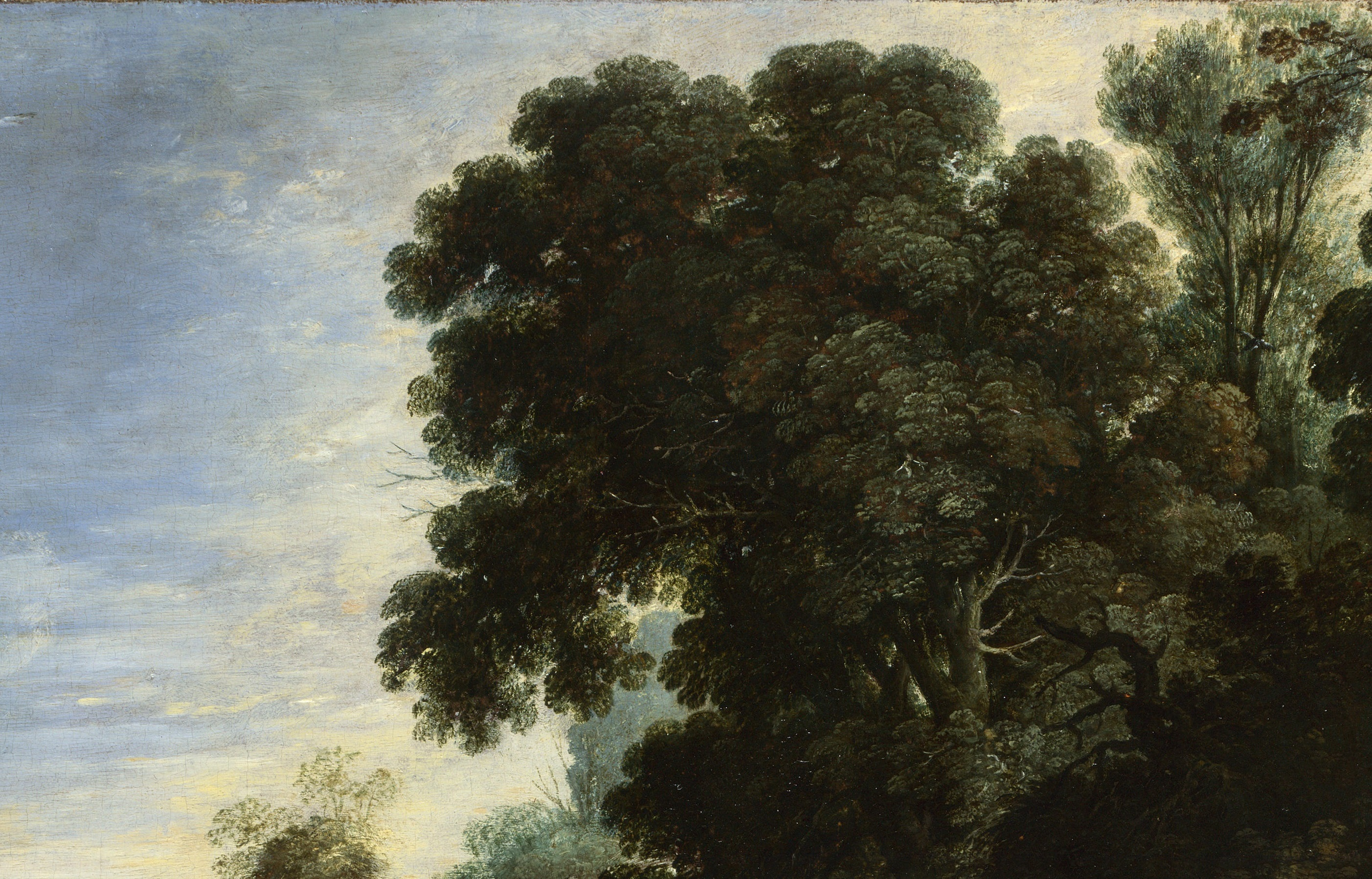
Lumière derrière les arbres

Dans les années 1620, Paul Bril, qui est né et s'est formé à Anvers avant de rejoindre l'Italie vers 1582, a produit un certain nombre de paysages, tels que Diana et Callisto, dans lesquels « de vastes décors tranquilles sont habités par des figures mythologiques. »
Dans le tableau, Diane est assise sur une pierre au premier plan en bas à droite, entourée des autres vierges. Sur le sol à côté d'elle se trouvent deux carquois, des vêtements rouges et blancs et son arc.
Diane fait signe à un groupe de nymphes, de l'autre côté du plan d'eau, qui déshabillent de force Callisto. À droite du groupe se trouve une nymphe nue et prête à se baigner, tandis qu'à leur gauche deux nymphes regardent, armées d'un arc et de lances et flanquées d'un chien.
Du gibier mort, d'autres carquois, un arc et une lance se trouvent à côté de vêtements bleus et rouges en bas à gauche. À côté de ceux-ci se trouvent deux chiens. Un homme accompagné d'un chien passe par l'ouverture ondulée qui mène du plan d'eau aux champs. Les pics bleus de certaines collines sont visibles en arrière-plan.
De gros nuages blancs dérivent de gauche à droite. La lumière du soleil rayonne derrière les grands arbres qui bordent le tableau à droite.